# 릴로 & 스티치
《릴로 & 스티치》(영어: Lilo & Stitch)는 2002년 월트 디즈니 피처 애니메이션이 제작하고 월트 디즈니 픽처스가 배급한 미국의 애니메이션 SF 코미디 드라마 영화이다. 크리스 샌더스와 딘 드블루아가 감독 데뷔작으로 각본을 쓰고 연출했으며, 클라크 스펜서가 제작했고, 샌더스가 창작한 원작 이야기를 기반으로 했다. 주인공들의 목소리로 더베이 체이스와 샌더스가 출연했으며, 조연으로 티아 카레레, 데이비드 오그던 스티어스, 케빈 맥도널드, 빙 레임스, 제이슨 스콧 리, 조 캘드웰, 케빈 마이클 리처드슨이 목소리 연기를 담당했다. 플로리다주 올랜도 근처 월트 디즈니 월드의 디즈니-MGM 스튜디오에 있는 플로리다 애니메이션 스튜디오에서 주로 제작된 디즈니 애니메이션 장편 영화 중 두 번째 작품이었다.
이 영화는 두 인물의 이야기를 다루고 있다. 부모를 잃고 고군분투하는 언니 나니의 손에 자라는 하와이 고아 소녀 릴로 펠레카이와, 릴로가 자신의 "개"로 입양하여 "스티치"라고 이름을 바꾼 유전공학으로 만들어진 외계 생명체 실험체 626의 이야기다. 혼돈과 파괴를 목적으로 설계된 스티치는 처음에는 은하연방의 재포획을 피하기 위해 릴로를 이용한다. 그들은 하와이의 오하나, 즉 확대가족 개념을 통해 긴밀한 유대를 형성하게 되고, 이로 인해 스티치는 새로 찾은 가족을 지키기 위해 자신의 파괴적 목적을 재고하게 된다.
이 영화는 1985년에 스티치를 처음 구상한 샌더스의 아이디어를 바탕으로 하며, 영화의 디자인과 미학은 그의 개인적인 예술 스타일에 기반을 두고 있다. 스티치는 처음에 샌더스가 구상했던 아동 도서의 중심인물이었지만 나중에 포기되었다. 이 캐릭터를 주인공으로 한 장편 영화는 1997년 당시 월트 디즈니 피처 애니메이션의 사장이었던 토머스 슈마허가 "우리 세대의 《덤보》"를 제작한다는 목표로 샌더스에게 접근하면서 개발에 들어갔다. 수채화 배경의 사용은 《백설공주와 일곱 난쟁이》(1937년) 같은 초기 디즈니 작품들을 연상시켰다. 영화와 그에 수반된 사운드트랙은 엘비스 프레슬리의 음악을 광범위하게 사용했으며, 앨런 실베스트리가 영화 음악을 작곡했다.
《릴로 & 스티치》는 2002년 6월 16일 로스앤젤레스의 엘카피탠 극장에서 시사회를 가졌고, 6월 21일 미국에서 극장 개봉되었다. 영화는 비평가들로부터 긍정적인 평가를 받았으며, 그들은 스토리, 유머, 매력, 독창성을 칭찬했다. 8천만 달러의 예산으로 제작되어 그 특이함을 부각시킨 마케팅 캠페인으로 홍보된 이 영화는 박스오피스에서 성공을 거두어 전 세계적으로 2억 7,300만 달러 이상의 수익을 올렸다. 제75회 아카데미상에서 장편 애니메이션상 후보에 올랐지만 《센과 치히로의 행방불명》에 패했다. 영화의 성공으로 2000년대 디즈니의 포스트 애니메이션 르네상스 시대의 하이라이트가 되었으며, 3편의 비디오 출시 후속편과 3편의 텔레비전 시리즈를 포함한 프랜차이즈를 탄생시켰다. 실사 영화 각색작은 2025년에 개봉되었다.

## 줄거리
투로 행성에서 은하연방은 사악한 과학자 줌바 주키바 박사를 불법 유전자 실험 혐의로 유죄 판결을 내렸다. 그는 실험체 626을 만들어냈는데, 이는 공격적이고 거의 파괴 불가능하며 고도의 학습 능력을 갖춘 생명체였다. 626은 사막 소행성으로의 유배형을 선고받았지만 탈출하여 우주 순양함을 납치했고, 이 함선은 지구의 하와이 카우아이섬에 추락했다. 지구에 착륙한 직후 626은 지나가던 트럭 세 대에 치여 동물보호소로 끌려갔다. 연방의 대평의회 의장은 줌바에게 평의회의 지구 전문가인 플리클리 요원의 도움을 받아 626을 되찾는 조건으로 조기 석방을 제안했다.
카우아이에서 고아가 된 십대 나니 펠레카이는 부모가 자동차 사고로 사망한 후 외롭고 말썽꾸러기인 여동생 릴로를 돌보느라 고군분투하고 있었다. 사회복지사 코브라 버블스는 나니가 릴로의 적절한 보호자가 될 수 있을지 의심하며, 펠레카이 가족의 상황이 개선되지 않으면 릴로를 위탁가정에 보내겠다고 위협했다. 릴로가 친구를 원한다고 말하는 것을 엿듣고 난 후, 나니는 그를 동물보호소에 데려가 개를 입양하게 했다. 릴로는 개로 위장하고 있던 626을 입양하여 "스티치"라고 이름을 지었다. 줌바와 플리클리는 스티치를 잡으려고 하면서 관광객으로 변장했다. 스티치는 나니가 일하는 루아우에서 플리클리를 공격했고, 그 결과 나니는 해고당했다. 버블스는 나니에게 새 직장을 찾으라고 명령하고 릴로에게는 스티치를 "모범 시민"으로 가르치라고 말했다.
릴로가 스티치를 길들이려고 노력했지만, 그의 소동은 나니의 새 직장 찾기 노력을 반복해서 망쳤다. 나니와 릴로, 스티치가 나니의 친구이자 전 동료인 데이비드와 함께 서핑을 하러 갔을 때, 줌바와 플리클리가 다시 스티치를 잡려고 시도하면서 의도치 않게 릴로를 물속으로 끌어당겼다. 데이비드가 릴로와 스티치를 구조했지만, 이 사고를 목격한 버블스는 나니에게 다음 날 아침 릴로를 데려가겠다고 말했다. 너무 많은 문제를 일으킨 것에 죄책감을 느낀 스티치는 도망쳤다. 스티치 포획에 실패한 대평의회 의장은 줌바와 플리클리를 해고하고 그의 부관인 간투 대위에게 스티치 포획 임무를 맡겼다. 이제 자유로워진 줌바는 덜 은밀한 방법으로 스티치를 사냥하기 시작했다. 데이비드가 나니에게 또 다른 취업 기회를 알려주자, 나니는 릴로를 집에 혼자 남겨두고 떠났다. 줌바와 플리클리가 스티치를 펠레카이 가족의 집까지 쫓아왔고, 뒤이은 싸움으로 인한 폭발로 집이 파괴되었다.
나니는 일자리를 얻었지만 소방차가 자기 집 쪽으로 가는 것을 보고 황급히 집으로 돌아왔다. 버블스가 릴로를 데려가러 도착했다. 버블스와 나니가 릴로의 복지에 대해 논쟁하는 동안, 릴로는 숲으로 도망쳐 스티치를 만났고, 스티치는 간투가 둘을 모두 잡아가기 직전에 자신의 외계인 정체를 밝혔다. 간투의 우주선이 이륙하는 순간 스티치는 가까스로 탈출했다. 나니가 스티치와 대면했지만, 줌바와 플리클리가 즉시 그를 붙잡았다. 나니는 그들에게 릴로를 구해달라고 부탁했지만, 그들은 스티치를 잡을 법적 권한만 있다고 주장했다. 나니가 절망하자, 스티치는 릴로에게서 배운 "가족"을 뜻하는 용어인 오하나를 떠올리며 줌바를 설득해 그를 구조하도록 했다. 줌바, 플리클리, 스티치, 나니는 줌바의 우주선에 탑승해 간투를 추격하고 릴로를 구조했다.
대평의회 의장이 직접 스티치를 회수하러 도착해 릴로를 위험에 빠뜨리고 스티치 포획에 실패한 간투를 해고했다. 하지만 스티치의 문명화된 행동을 관찰하고 릴로가 동물보호소에서 스티치를 구입했기 때문에 법적으로 그를 소유하고 있다는 정보를 받은 후, 대평의회 의장은 스티치가 지구에서 유배 생활을 하며 펠레카이 가족이 은하연방의 보호를 받는다고 선언했다. 버블스는 자신이 1973년 뉴멕시코주 로스웰에서 대평의회 의장을 만난 적이 있는 전직 CIA 요원임을 밝혔다. 릴로와 나니의 가족이 된 스티치, 줌바, 플리클리는 데이비드와 버블스의 도움으로 집을 재건했다.

## 등장인물
- 릴로 펠레카이 역 더베이 체이스: 카우아이섬에 사는 괴짜 하와이 소녀로 스티치를 애완견으로 입양한다.
- 스티치 역 크리스 샌더스:[b] 실험체 626으로도 알려져 있으며, 무한한 혼돈을 일으킬 수 있는 능력을 가진 파란색 코알라 같은 불법 유전자 실험체이다.
- 나니 펠레카이 역 티아 카레레: 릴로의 언니이자 법적 후견인이다.
- 데이비드 카웨나 역 제이슨 스콧 리: 나니의 불운한 서퍼 남자친구이다.
- 줌바 주키바 박사 역 데이비드 오그던 스티어스: 갤럭시 디펜스 인더스트리에 고용된 퀠티크완 광과학자로 스티치를 창조했다.
- 플리클리 요원 역 케빈 맥도널드: 지구 전문가 역할을 하는 플로고나리아 은하연방 요원이다.
- 코브라 버블스 역 빙 레임스: 릴로의 복지와 그의 후견인으로서 나니의 부양 의무를 점검하는 사회복지사이다.
- 간투 대위 역 케빈 마이클 리처드슨: 존경받지만 오만한 샤엘릭족으로 은하연방의 부사령관이다.
- 대평의회 의장 역 조 캘드웰: 은하연방의 그레이족 지도자이다.
- 머틀 에드먼즈 역 미란다 페이지 월스: 할라우 훌라에서 릴로와 같은 반 친구로 그를 경멸하고 조롱한다.
- 모세스 풀로키 역 쿠네와 무크: 릴로의 훌라 선생님이다.
- 하사가와 부인 역 에이미 힐: 과일 가게를 운영하는 노부인이다.

- 구조대 여성 역 수잔 헤가티: 릴로가 스티치를 입양한 동물보호소를 운영한다.

### 한국어판 성우진
- 김환진(스티치 역)
- 김희정 (릴로 역)
- 함수정(나니 역)
- 최원형(데이빗 역)
- 이종구(줌바 주키바 역)
- 강수진(플리클리 역)
- 유해무(코브라 버블스 역)
- 성선녀(총사령관 역)
- 한상덕(간투 역)
- 서문석(훌라 선생님 역)
- 나수란(마을 할머니 역)
- 이진화(컴퓨터 음성 / 동물가게 주인 역)
- 홍승섭(트럭 운전사 역)
- 이향숙(수영장 직원 역)

- 진영(외계인 역)

## 제작

### 개발
1985년 캘리포니아 예술대학을 졸업한 후, 크리스 샌더스는 실패한 아동 도서 기획을 위해 스티치 캐릭터를 만들었다. 그는 "숲에 사는 작은 생명체에 관한 아동 도서를 만들고 싶었다. 어디서 왔는지에 대한 명확한 설명 없이 약간 괴물 같은 존재였다"고 말했다. 하지만 그는 스토리를 압축하는 것이 어려워 프로젝트를 포기했다. 1987년 월트 디즈니 피처 애니메이션이 새로 설립한 비주얼 개발부에 그를 고용했다. 그의 첫 번째 프로젝트는 《코디와 생쥐 구조대》(1990년)였지만, 곧 스토리보드 작업으로 전환했다. 그 후 샌더스는 《미녀와 야수》(1991년)와 《라이온 킹》(1994년)의 시퀀스를 스토리보드로 그렸고, 《뮬란》(1998년)에서 스토리 부서장으로 승진했다.
1997년 디즈니 피처 애니메이션의 여러 임원들이 기존 전설, 민담, 고전 소설 각색을 넘어서는 미래 애니메이션 라인업을 논의하기 위해 버몬트에 있는 마이클 아이스너의 농장으로 워크숍에 초대받았다. 워크숍에서 당시 디즈니 피처 애니메이션의 부사장이던 토머스 슈마허는 그들이 이미 제작한 대예산 디즈니 애니메이션 장편영화들과 비교해 "우리 세대의 《덤보》"가 될 영화를 제작하자고 제안했다. 슈마허는 샌더스에게 영화 제작을 의뢰하며 "모든 사람이 다음 영화가 당신다워지길 원한다"고 말했다.
월트 디즈니 월드 스완 리조트에서 열린 가라오케 저녁 식사에서 슈마허는 샌더스에게 "개발하고 싶은 것이 있느냐"고 물었다. 샌더스는 자신이 처음 개발했던 아동 도서 프로젝트를 떠올렸다. 다음 회의에서 샌더스는 외진 비도시 지역을 배경으로, 스티치가 숲에 추락해 산림 동물들과만 상호작용하고, 그들에게 배척당하며, 캔자스 시골 농장에서 혼자 사는 이야기를 제안했다. 하지만 슈마허는 스티치가 사람들과 상호작용해야 한다고 제안했다. "동물의 세계는 이미 우리에게 낯선 것이다. 따라서 괴물과 그가 사는 곳 사이의 최고의 대조를 얻고 싶다면, 인간 세계를 배경으로 설정하는 것을 추천한다." 샌더스는 결국 수년 후 드림웍스 애니메이션의 《와일드 로봇》(2024년)에서 의도치 않게 숲에서 동물들과 유대를 맺는 생명체라는 자신의 아이디어를 다시 다루게 되었다.
플로리다주 팜스프링스의 호텔 방에서 3일 연속으로 샌더스는 컨셉 스케치를 그리고 영화의 전반적인 스토리를 개요로 정리한 29페이지 기획서를 만들었다. 그는 처음에 소년 캐릭터를 추가하여 수정했다. 하지만 스티치 캐릭터가 발전하면서 샌더스는 그와 대조되는 여성 캐릭터가 필요하다고 결정했다. "스티치는 남성 캐릭터를 대표한다고 생각했기 때문에 균형을 맞추려면 그를 어린 소녀와 함께 두는 것이었다. 스티치와 갈등을 빚을 사람을 원했는데, 어린 소년은 동지가 될 수도 있다는 것을 깨달았다." 그 후 샌더스는 벽에 걸린 하와이 지도를 보고, 최근 그곳에서 휴가를 보낸 것을 떠올리며 스토리 배경을 그곳으로 옮겼다. 하와이 문화에 정통하지 않았던 샌더스는 휴가용 도로 지도를 참고해 "릴로 레인"과 "나니"라는 이름을 발견했다. 책자를 완성한 후 그는 버뱅크로 보냈고, 슈마허는 한 가지 조건을 달고 기획을 승인했다. "당신이 그린 것처럼 보여야 한다."

### 각본
애니메이션은 고대나 중세 유럽을 배경으로 하는 경우가 많았다. 수많은 동화가 그곳에 뿌리를 두고 있기 때문에 하와이를 배경으로 한다는 것은 일종의 큰 도약이었다. 하지만 그 선택은 영화 전체에 색을 입히고 우리를 위해 스토리를 다시 써주었다.
《뮬란》에서 "스토리 공동 책임자"를 맡았던 딘 드블루아는 토머스 슈마허가 그에게 《아틀란티스: 잃어버린 제국》(2001년) 제작을 떠날 수 있게 허락한 후 《릴로 & 스티치》의 공동 각본가 겸 공동 감독으로 합류했다. 한편 디즈니 임원 클라크 스펜서가 영화의 제작자로 배정되었다. 이전 및 동시대의 여러 디즈니 피처 애니메이션 제작과 달리, 이 영화의 사전 제작팀은 영화가 본격적인 제작에 들어갈 때까지 상층부로부터 상대적으로 소규모이고 독립적으로 유지되었다.
원래 스티치는 은하계 갱단의 리더였고, 줌바는 스티치를 잡기 위해 은하 평의회가 소환한 그의 전 동료 중 하나였다. 영화 초기 버전에 대한 시사회 관객 반응으로 인해 스티치와 줌바를 창조물과 창조자로 바꾸게 되었다.

애니메이션팀이 현지 조사를 위해 카우아이를 방문했을 때, 그들의 관광 가이드는 대가족에 적용되는 오하나의 의미를 설명했다. 오하나의 개념은 영화의 중요한 부분이 되었다. 드블루아는 다음과 같이 회고한다.
어디를 가든 우리 관광 가이드는 누군가를 아는 것 같았다. 그가 우리에게 하와이의 오하나 개념을 설명해준 사람이었는데, 직계 친족을 훨씬 넘어서는 가족의식이었다. 그 아이디어는 스토리에 큰 영향을 주어 파괴하도록 창조된 스티치가 그 목적에도 불구하고 진화하게 만드는 근본 주제가 되었다.
카우아이섬은 《레이더스》(1981년)와 《쥬라기 공원》 3부작(1993년~2001년) 같은 영화들에도 등장했었다. 디즈니 애니메이터들은 당시 최근 경기 침체 동안 많은 하와이 사람들이 살았던 빈곤하고 기능 부전적인 삶을 보여주는 영화의 플롯을 섬의 고요한 아름다움과 조화시키는 벅찬 과제에 직면했다. 영화의 젊은 성인 캐릭터인 나니와 데이비드의 목소리를 맡은 배우들은 호놀룰루 출신인 티아 카레레와 하와이 혈통으로 하와이에서 자란 제이슨 스콧 리였다. 카레레와 리 모두 자신들의 캐릭터 대사를 적절한 구어체 방언으로 다시 쓰고 하와이 속어를 추가하는 데 도움을 주었다.
이 영화의 혁신적이고 독특한 면 중 하나는 두 자매 간의 관계에 강하게 초점을 맞췄다는 것이다. 당시 자매 간의 중심적 관계가 주요 플롯 요소인 경우는 미국 애니메이션 영화에서 드문 일이었다.

### 캐스팅
더베이 체이스는 1998년 가을 150명의 다른 후보들을 제치고 릴로 역을 따냈다.
스티치는 처음에 대사가 없는 캐릭터로 의도되었지만, 샌더스는 "그가 몇 가지는 말해야 할 것 같아서 최소한으로 유지하도록 했다"고 말했다. 스티치의 목소리를 맡을 전문 배우를 고용하는 대신, 드블루아는 샌더스가 그 역할을 맡을 것을 제안했다. 샌더스에 따르면 스티치의 목소리는 그가 평소 "스튜디오 사람들을 괴롭히기 위해" 사용하던 것이었다. "사람들에게 전화를 걸어서 그 목소리를 내며 짜증나게 했다."
티아 카레레는 원래 《뮬란》(1998)의 주인공 후보였지만 밍나 원에게 역할을 내주었다. 디즈니가 하와이를 배경으로 한 영화를 제작한다는 것을 알게 된 후, 카레레는 성우 역할을 구했고 나니의 목소리를 맡게 되었다. 그는 로스앤젤레스, 파리, 토론토에서 2년간 자신의 파트를 녹음했다. 제이슨 스콧 리는 카레레의 추천으로 데이비드 역에 캐스팅되었다.
당시 스토리보드 아티스트였던 크리스 윌리엄스가 플리클리 요원 역에 케빈 맥도널드를 추천했다. 맥도널드가 오디션을 본 후 캐스팅되었다.코브라 버블스는 처음에 더 소심한 캐릭터로 구상되었으며, 제프 골드블룸을 염두에 두고 있었다. 골드블럼이 역할을 거절하자 버블스는 더 위협적인 캐릭터로 재구상되었다. 샌더스와 드블루아는 《펄프 픽션》(1994년)에서의 빙 레임스의 연기를 떠올리며 그를 캐스팅했다.
영화 초기 개발 단계에서 리카르도 몬탈반이 악역 중 하나로 캐스팅되었으며, 그의 음성 연기는 《스타 트렉 2: 칸의 분노》에서 칸 누니엔 싱에게 사용한 목소리를 바탕으로 했다. 하지만 스티치의 갱단을 스토리에서 제거하게 된 회의 후 그가 녹음한 모든 대사가 삭제되고 그의 캐릭터도 삭제되었다. 결국 영화의 악역은 쇼와 영화에서 악역으로 가장 잘 알려진 케빈 마이클 리처드슨이 목소리를 맡은 간투가 되었다. 데이비드 오그던 스티어스(이전에 디즈니 영화들에서 성우를 맡았던)가 줌바의 목소리로 선택되었다. 호주 배우 조 콜드웰이 은하연방의 지도자인 대평의회 의장의 목소리 역할을 맡았다.

### 디자인 및 애니메이션
수십 년간의 디즈니 장편영화들과는 다르게, 샌더스와 드블루아는 전통적인 과슈 기법 대신 《릴로 & 스티치》에 수채화로 그린 배경을 사용하기로 선택했다. 수채화는 초기 디즈니 애니메이션 단편들과 《백설공주와 일곱 난쟁이》(1937년), 《피노키오》(1940년), 《덤보》(1941년) 같은 초기 디즈니 장편영화들에 사용되었지만, 이 기법은 1940년대 중반 과슈 같은 덜 복잡한 매체를 선호하면서 대부분 버려졌다. 샌더스는 《릴로 & 스티치》에 수채화를 사용하여 동화책의 밝은 느낌과 《덤보》의 아트 디렉션을 모두 불러일으키기를 선호했으며, 이는 배경 아티스트들이 이 매체로 작업하는 훈련을 받을 것을 요구했다.
애니메이션 자체는 컴퓨터 그래픽을 위한 예산이 너무 적었기 때문에 모두 2D 작업을 기반으로 했다. 캐릭터 디자인은 전통적인 디즈니 사내 스타일보다는 샌더스의 개인적인 그림 스타일을 바탕으로 했다. 애니메이터들이 샌더스의 스타일에 적응하도록 돕기 위해, 영화의 비주얼 개발 감독인 수 C. 니콜스는 《샌더스 스타일 서핑하기》라는 매뉴얼을 만들었다. 제한된 예산 때문에 애니메이션 과정에서 주머니나 의류의 디자인 같은 세부사항은 피했고, 영화 대부분에서 그림자를 넣을 여유가 없었기 때문에 많은 장면이 그늘진 지역에서 일어났으며, 그림자는 더 중요한 장면들을 위해 아껴두었다.
우주선 같은 영화의 외계 요소들은 고래나 게 같은 해양 생물을 닮도록 디자인되었다. 영화에서 변경된 장면 중 하나는 스티치, 나니, 줌바, 플리클리가 리후에 공항에서 보잉 747 제트기를 납치하여 호놀룰루 시내 건물들을 긁으며 지나가는 것이었다. 하지만 9·11 테러 이후 제작이 몇 주밖에 남지 않은 상황에서 클라이맥스는 대신 줌바의 우주선을 사용하도록 완전히 재작업되었다. 장소도 카우아이의 산맥을 통해 비행하도록 바뀌었다. 그럼에도 불구하고 샌더스에 따르면 최종 디자인은 여전히 747의 제트 엔진을 닮은 엔진을 가지고 있다.
이런 조정 후에도 팀은 약 2분 정도의 추가 애니메이션을 위한 예산이 있었고, 이는 릴로, 나니, 스티치가 새로운 가족이 되는 에필로그 몽타주를 만드는 데 사용되었다.

## 개봉
2002년 6월 16일 《릴로 & 스티치》가 엘카피탠 극장에서 시사회를 가졌다. 영화 제작진과 디즈니 스튜디오 임원들과 함께 프리실라와 리사 마리 프레슬리, 와이노나 저드, 필 콜린스, 그레고리 하인스, 조디 포스터도 참석했다.

## 주해
1. ↑  크레딧에 "아이디어 기반"(Based on an idea by)으로 표기되었다.
2. 1 2  크리스 샌더스는 스티치 역의 성우로 본명인 "크리스토퍼 마이클 샌더스"로 크레딧에 올랐다.
3. ↑  월트 디즈니 픽처스 배너를 통해 부에나 비스타 픽처스 디스트리뷰션이 배급했다.
4. ↑  첫 번째 작품은 《뮬란》(1998년)이고 세 번째 작품은 《브라더 베어》(2003년)였다.

## 서지
- Wakabayashi, Hiro Clark (2002). 《Lilo and Stitch: Collected Stories from the Film's Creators》. Disney Editions. ISBN 978-0-7868-5382-3.